# Самцхе-Джавахети
Са́мцхе-Джавахе́ти (груз. სამცხე-ჯავახეთი, з.-арм. Սամցխէ-Ճաւախէթին  (Samcʻxē-J̌awaxētʻin) или Սամցխէ-Ջաւախէթին (Samcʻxē-Čawaxētʻin)) — край (мхаре) Грузии, расположен на юге страны, граничит с Арменией и Турцией.
В крае находится курорт Боржоми со всемирно известной минеральной водой. Главной исторической достопримечательностью являются пещерные монастыри Вардзия (основанный царицей Тамарой в 1185 году) и Ванис Квабеби (датируемый VIII веком), а также Хертвиси и Ахалцихская крепость, монастырь Сапара X века, крепость Тмогви и монастырь Зарзма VIII века.
Через регион проходят нефтепровод Баку — Тбилиси — Джейхан и Южнокавказский газопровод.

## География
Самцхе-Джавахети граничит с Аджарией и Гурией на северо-западной оконечности, с Имеретией на севере, с Шида-Картли на северо-востоке и с Квемо-Картли на востоке. Южная граница региона проходит по границе с Арменией, а юго-западная часть граничит с Турцией. Регион включает в себя Джавахетское нагорье — вулканическое плато. Высота равнин колеблется от 1500 до 2000 метров над уровнем моря. Самцхе-Джавахети окружён несколькими горными хребтами, наиболее значительными из которых являются Месхетский хребет и Триалетский хребет на севере, а также Самсарский хребет и Джавахетский хребет на востоке.
В нагорьях расположены некоторые из крупнейших озёр Грузии, такие как Паравани, Табацкури, Ханчали и Карцахи. Крупнейшая река Грузии — Мтквари — протекает через регион, входя в него из Турции в нескольких километрах к северу от озера Карцахи. Река прорезает каньон в нагорьях, образуя восточную границу Эрушетского нагорья, горного массива вдоль границы с Турцией. В этом ущелье находится крупный исторический пещерный монастырь Вардзия, являющийся важной туристической достопримечательностью. Первоначально река течёт в северо-западном направлении через ущелье к Ахалцихе, минуя крепость Хертвиси, где в неё впадает река Паравани. Глубина ущелья достигает примерно 500 метров. В Ахалцихе река поворачивает на северо-восток и течёт к Боржоми между Месхетским хребтом (левый берег) и Триалетским хребтом (правый берег), после чего покидает регион, продолжая свой путь через равнину Шида-Картли.
Из-за своего высокого расположения регион отличается холодными и снежными зимами. На севере, в районе Бакуриани, недалеко от популярного туристического места Боржоми, расположен горнолыжный курорт.

## Административное деление
В административном отношении край состоит из шести муниципалитетов (до 2006 года — районов). С 2016 до 2018 годов город Ахалцихе был приравнен к муниципалитету (был городом краевого подчинения).
Административный центр — Ахалцихе.
По состоянию на 1 января 2018 года, численность населения края составила 155 903 жителя, на 1 января 2014 года — 213 700 жителей, на 1 января 2009 года — 208 100 жителей.
| Муниципалитет               | площадь, км² | перепись населения 2002 г., чел. | перепись населения 2014 г., чел. | оценка населения 2018 г., чел. | центр         |
| --------------------------- | ------------ | -------------------------------- | -------------------------------- | ------------------------------ | ------------- |
| Адигенский муниципалитет    | 800          | 20 752                           | 16 462                           | 16 305                         | пгт Адигени   |
| Аспиндзский муниципалитет   | 825          | 13 010                           | 10 372                           | 10 531                         | пгт Аспиндза  |
| Ахалкалакский муниципалитет | 1235         | 60 975                           | 45 070                           | 42 949                         | г. Ахалкалаки |
| Ахалцихский муниципалитет   | 1010         | 46 134                           | 38 895                           | 39 375                         | г. Ахалцихе   |
| Боржомский муниципалитет    | 1189         | 32 422                           | 25 214                           | 25 240                         | г. Боржоми    |
| Ниноцминдский муниципалитет | 1353         | 34 305                           | 24 491                           | 21 503                         | г. Ниноцминда |
| край, всего                 | 6413         | 207 598                          | 160 504                          | 155 903                        | г. Ахалцихе   |

В крае 5 городов, 6 посёлков городского типа, 268 деревень.
Города: Ахалцихе (17 903 чел., перепись 2014 г.), Боржоми (10 546 чел.), Ахалкалаки (8 295 чел.), Ниноцминда (5 144 чел.), Вале (3 646 чел.);
Посёлки городского типа: Аспиндза (2 379 чел., перепись 2014 г.), Бакуриани (1 879 чел.), Ахалдаба (1 586 чел.), Абастумани (937 чел.), Цагвери (799 чел.), Адигени (783 чел.), Бакурианский Андезит (352 чел.).

## Население

#### Население края до XIX века
Во второй половине XVI века турки завоевали Самцхе-Саатабаго, где они создали Ахалцихский пашалык (или Гурджистанский вилайет, т. е. «Грузинская провинция»), который впоследствии стал важным форпостом на северо-восточных границах Османской империи. В XVI веке, турки провели первую крупную перепись населения региона. Это была перепись не всего населения, а лишь ответственных за налоги глав семей, чьи фамилии, как правило, не указывали. Согласно С. Джикия, этот материал приобретает большое значение не только с точки зрения изучения ономастики, но и с точки зрения установления национального состава населения края того времени, которое являлось сплошь грузинским. Согласно А. Пикоку, литературные свидетельства XVIII века предполагают, что этнически грузинские правители — потомки грузинской семьи Джакели, которые имели влияние в этом регионе с XII века, — говорили на турецком языке, приняли османские обычаи и давно перешли в ислам, но основная часть населения оставалась христианами и говорила на грузинском, практически не изменив свой образ жизни за 300 лет османского владычества.
В своей работе географ и историк XVIII века Вахушти Батонишвили описывает население Джавахетии следующим образом:
 «...Мужчины и женщины подобны карталинскимъ крестьянамъ, дородны, прекрасно-миловидны, невоспитанны, грубы. По вере крестьяне пока все христiяне, но более не имеют пастыря-епископа, но имеютъ священников-грузинъ. Языкъ у нихъ грузинскiи, а главари знаютъ и татарскiй, имея нужду сноситься съ турками».
В 70-е годы XVIII века побывавший в Джавахети немецкий путешественник Гюльденштедт отмечает, что в Ахалцихе, Ацквери, Ахалкалаки и других соседних местах «...живут грузины, которые хотя и говорят ещё на своем языке, но из-за турецкого владычества отступили от христианской религии и стали магометанами».

#### Население края в XIX веке
Эмиграция армянских беженцев из Османской империи на территорию России во время русско-турецкой войны (1877–1878)
После завершения русско-турецкой войны (1828–1829) Российская империя расширила свои границы до «Турецкой Грузии» (Ахалцихский пашалик). К моменту присоединения региона к Российской империи его население состояло из «исламизированных» грузин. В период между 1829 и 1877 годами произошла значительная миграция мусульман на территорию Турции и армян на территорию  России. Коренное грузинское население края было вынуждено переселиться в Турцию. В заброшенные деревни Ахалкалаки (Джавахети) переселились тысячи армян из Османской империи (в частности из Эрзурума), которых русские войска поощряли к миграциям. В результате большинство населения Джавахетии составили армяне, чему способствовало и то, что грузинам запрещалось селиться в определенных районах Южной Грузии. Согласно «The Oxford Handbook of Languages of the Caucasus»: Армяне Самцхе-Джавахети являются потомками тех армян, которые переселились здесь в XIX веке во время русско-турецких войн. Они редко владеют грузинским языком и говорят на каринском диалекте армянского языка.

#### Депортация 1944 года
Проживавшие в Месхетии турки-месхетинцы (или мусульмане-месхетинцы), насчитывающие 45 516 человек, были депортированы из Грузинской ССР в 1944 году.

#### Население края в XXI веке
Населения края по переписи 2002 года — 207 598 жителей, из них 54,6 % составляли армяне (113 347 чел.), 43,4 % — грузины (89 995 чел.), 1,1 % — русские (2230 чел.), 0,4 % — осетины (1223 чел.), 0,4 % — греки (740 чел.).
Национальный состав края
 (перепись 2018 года)
|                    | чел.    | %        |
| ------------------ | ------- | -------- |
| всего              | 160 504 | 100,00 % |
| Армяне             | 81 089  | 50,52 %  |
| Грузины            | 79 400  | 48,28 %  |
| Русские (духоборы) | 812     | 0,44 %   |
| Осетины            | 860     | 0,28 %   |
| Греки              | 453     | 0,22 %   |
| Украинцы           | 142     | 0,09 %   |
| Азербайджанцы      | 92      | 0,06 %   |
| Евреи              | 20      | 0,01 %   |
| Абхазы             | 11      | 0,01 %   |
| другие             | 134     | 0,08 %   |

Население края по переписи 2014 года составило 160 504 человека, Грузины (месхетинцы) составляют большинство в Адигенском муниципалитете (97,10 % или 15 985 чел. против 2,26 % армян), Боржомском муниципалитете (87,21 % или 21 990 чел. против 8,63 % армян, 1,34 % осетин, 1,16 % греков, 1,10 % русских), Аспиндзском муниципалитете (86,38 % или 8959 чел. против 13,31 % армян), Ахалцихском муниципалитете (68,00 % или 26 450 чел. против 30,92 % или 12 028 чел. армян).
Армяне составляют большинство в Ниноцминдском муниципалитете (94,98 % или 23 262 чел. против 4,20 % грузин) и Ахалкалакском муниципалитете (92,90 % или 41 870 чел. против 6,84 % грузин).
Национальный состав Самцхе-Джавахетии и её муниципалитетов (2014)
| муниципалитет | всего   | ар- мяне | %       | гру- зины | %       | рус- ские | %      | гре- ки | %      | осе- тины | %      | ук- раин- цы | %      | азер- байдж- анцы | %      | Ев- реи | %      | др. | %      |
| ------------- | ------- | -------- | ------- | --------- | ------- | --------- | ------ | ------- | ------ | --------- | ------ | ------------ | ------ | ----------------- | ------ | ------- | ------ | --- | ------ |
| Адигенский    | 16 462  | 372      | 2,26 %  | 15 985    | 97,10 % | 41        | 0,25 % | 6       | 0,04 % | 11        | 0,07 % | 12           | 0,07 % | 13                | 0,08 % | 0       | 0,00 % | 22  | 0,13 % |
| Аспиндзский   | 10 372  | 1381     | 13,31 % | 8959      | 86,38 % | 12        | 0,12 % | 7       | 0,07 % | 5         | 0,05 % | 3            | 0,03 % | 0                 | 0,00 % | 0       | 0,00 % | 5   | 0,05 % |
| Ахалкалакский | 45 070  | 41 870   | 92,90 % | 3085      | 6,84 %  | 54        | 0,12 % | 41      | 0,09 % | 2         | 0,00 % | 5            | 0,01 % | 0                 | 0,00 % | 0       | 0,00 % | 13  | 0,03 % |
| Ахалцихский   | 38 895  | 12 028   | 30,92 % | 26 450    | 68,00 % | 144       | 0,37 % | 71      | 0,18 % | 37        | 0,10 % | 28           | 0,07 % | 60                | 0,15 % | 11      | 0,03 % | 66  | 0,17 % |
| Боржомский    | 25 214  | 2176     | 8,63 %  | 21 990    | 87,21 % | 277       | 1,10 % | 293     | 1,16 % | 338       | 1,34 % | 88           | 0,35 % | 16                | 0,06 % | 5       | 0,02 % | 31  | 0,12 % |
| Ниноцминдский | 24 491  | 23 262   | 94,98 % | 1029      | 4,20 %  | 184       | 0,75 % | 2       | 0,01 % | 0         | 0,00 % | 6            | 0,02 % | 0                 | 0,00 % | 0       | 0,00 % | 8   | 0,03 % |
| край, всего   | 160 504 | 81 089   | 50,52 % | 77 498    | 48,28 % | 712       | 0,44 % | 420     | 0,26 % | 393       | 0,24 % | 142          | 0,09 % | 89                | 0,06 % | 16      | 0,01 % | 145 | 0,09 % |

Религиозный состав края: Грузинская православная церковь (45,24 %), Армянская апостольская церковь (39,95 %), Католическая церковь (9,36 %), Ислам (3,78 %).

## Культурное наследие
До наших дней в Месхетии-Джавахетии сохранилось много развалин минаретов, мечетей, медресе, построенных с XIV по XIX века. Все эти мечети и минареты указом Министерства культуры Грузии № 3/33 от 2006 года взяты под защиту государства как культурное наследие. Им придан статус памятников культуры Грузии и Месхетии. В настоящее время проводятся мероприятия по их реконструкции и восстановлению.
Помимо этого в регионе также имеется множество церквей, в частности, Ацкурская церковь, также памятник культуры национального значения.

## Экономика

### Транспорт
- Автомобильные артерии — Ахалцихе-Тбилиси; Ахалцихе-Кутаиси; Ахалцихе-Батуми; Ахалцихе-Республика Турция; Ахалцихе-Республика Армения[21].
- Железнодорожный транспорт — Вале-Тбилиси; Ахалцихе-Тбилиси.
  - Хашури-Ахалцихе-Вале (Длина 90 км)
  - Марабда-Ахалкалаки (70 %-80 % — грузоперевозки)
- Длина железнодорожных и автомобильных дорог — 1340 км.
  - Длина автомобильных дорог международной важности — 195 км.
  - Длина автомобильных дорог государственной важности — 270 км.
  - Длина автомобильных дорог местной важности — 945 км[21].

### Связь
13 500 абонентов края Самцхе-Джавахети обслуживает 6 территориальных филиалов «Объединённой Грузинской коммуникационной компании». В городе Боржоми и дабе Бакуриани в 2005 году были установлены современные цифровые телефонные станции. В 2007—2008 годах аналогичные станции были установлены во всех муниципалитетах Грузии. Вся территория края покрыта операторами сотовой связи Magti GSM, Geocell и Beeline.

### Экспорт
| Название продукции         | 2004 г.      | 2005 г. | 2006 г. |
| -------------------------- | ------------ | ------- | ------- |
| Минеральная вода «Боржоми» | 45 млн. лари | 45      | 41      |
| CO2[что?]                  | 1.5          | 1.5     | 1.5     |
| Дерево                     | 1,3          | 1,3     | 1,2     |
| Картофель                  | 22           | 21      | 20      |
| Зелень                     | 6,0          | 6,5     | 6,3     |
| Фрукты                     | 1,2          | 1,0     |         |
| Мясо                       | 36           | 38      | 40      |
| Молочные продукты          | 78           | 83,7    | 100     |

## Банковская сфера
В Самцхе-Джавахети действует филиал Национального Банка Грузии, региональное отделение Казначейства Грузии и 4 отделения коммерческих банков. (Отделение TBC банка, Боржоми; Объединённый Грузинский банк, Ахалцихе; Банк Грузии, Ахалцихе; Liberty банк Грузии, филиалы во всех 6 муниципалитетах).

## Общая карта
Легенда карты:
|  | от 10 000 до 20 000 чел. |
|  | от 5000 до 10 000 чел.   |
|  | от 2000 до 5000 чел.     |
|  | от 1000 до 2000 чел.     |
|  | от 500 до 1000 чел.      |
|  | от 200 до 500 чел.       |

## Фотогалерея
- Пещерный монастырь Вардзиа
- Крепость Хертвиси
- Церковь Зеда-Вардзиа
- Монастырь Сапара
- Монастырь Зарзма